# The One (história em quadrinhos)
The One foi uma minissérie de seis edições em quadrinhos distribuída pela Epic Comics em 1985-1986. 
Foi escrito e desenhado por Rick Veitch . 
É uma aventura de fantasia ambiciosa e bizarra envolvendo super-heróis monstruosos, a Guerra Fria e a evolução espiritual. 

## Edições encadernada
O King Hell Press da Veitch reimprimiu a série em uma edição encadernada:
- The One: The Last Word in Superheroics (192 pages, November 2003, ISBN 0-9624864-5-0  )